# 류관모
류관모(柳官模, 1970년 6월 4일 ~ )은 전 KBO 리그 야구 선수의 외야수이다.

## 학력
- 동대문상업고등학교 (現 청원고등학교 (서울))